# برانکو لوستیگ
برانکو لوستیگ، تهیه‌کننده فیلم، اهل کرواسی و برنده جایزه اسکار و جان به در برده از هولوکاست (کشتار یهودیان در دوره حکومت ناسیونال سیوسیالیست‌های آلمان)، تهیه‌کننده فیلم‌هایی چون گلادیاتور و فهرست شیندلر. او برنده دو جایزه اسکار بود و در ضمن تنها هنرمند اهل کرواسی بود که جایزه اسکار برده بود. لوستیگ خود یکی از جان به دربردگان آشویتس بود.
لوستیگ در شهر اوسییک در خانواده‌ای یهودی به دنیا آمد. هنگامی که خردسال بود به دلیل تبار یهودی‌اش به زور به اردوگاه‌های کار آشویتس-بیرکنائو و برگن-بلزن انتقال یافت. او بیشترین بخش خانواده خود را در جریان کشتار یهودیان توسط نازی‌ها از دست داد.
برانکو لوستیگ در سال ۱۹۵۵ در رشته هنرهای دراماتیک از دانشگاه زاگرب فارغ‌التحصیل شد. پس از آن به عنوان تهیه‌کننده برای مجموعه‌ای از فیلم‌های خارجی مشغول به فعالیت شد که در یوگسلاوی آن دوره تولید می‌شدند. او همچنین به عنوان هنرپیشه تجربه اندوخت.
او در سال ۱۹۸۸ بار سفر به آمریکا بست و در آنجا مشغول به کار شد.
بزرگ‌ترین موفقیت او تهیه‌کنندگی فیلم «فهرست شیندلر» (۱۹۹۳) به کارگردانی استیون اسپیلبرگ بود. اسپیلبرگ برای ساختن این فیلم از تجربه‌های عینی دوره کودکی برانکو لوستیگ نیز استفاده کرد. او یک سال پس از آن به عنوان نخستین هنرمند اهل کرواسی به عنوان تهیه‌کننده «فهرست شیندلر» برنده جایزه اسکار شد.
لوستیگ دومین جایزه اسکار خود به عنوان بهترین تهیه‌کننده را به خاطر فیلم «گلادیاتور» و در سال ۲۰۰۱ دریافت کرد.
برانکو لوستیگ در سال ۱۹۹۴ در کنار استیون اسپیلبرگ یکی از پایه‌گذاران «بنیاد شوا» در لس آنجلس بود. هدف این بنیاد این است که مشاهدات و تجربیات بازماندگان هولوکاست را ثبت و برای نسلهای بعدی حفظ کند. اولین فیلم این بنیاد به نام «روزهای گذشته» در سال ۱۹۹۹ اکران شد که در آن پنج یهودی اهل مجارستان که در اردوگاه‌های مرگ نازی‌ها زندانی بودند و سرانجام از فاجعه هولوکاست جان سالم به در بردند، از مشاهدات خود می‌گویند.
برانکو لوستیگ شش سال پیش از آمریکا به زاگرب بازگشت. او در مصاحبه با رسانه‌ها گفته بود، زمانی که از اردوگاه کار نازی‌ها آزاد شد ۳۰ کیلو وزن داشت. او افزوده بود: «از زمان آزادی‌ام از اردوگاه کار خوشبختی مرا دنبال کرده است.»

برانکو لوستیگ شامگاه چهارشنبه ۱۳ نوامبر در ۸۷ سالگی در زاگرب درگذشت. این خبر را رسانه‌های کرواسی پنج‌شنبه منتشر کردند.